# Домашна мишка
Домашната мишка (Mus musculus) е вид дребен гризач (Rodentia) от семейство Мишкови (Muridae). Живее винаги в близост до човека и човешките поселения. Използват се като лабораторни мишки, често генетично модифицирани, с цел биологични и медицински изследвания.

## Физически характеристики
Възрастните екземпляри имат дължина на тялото с главата в интервала 61 – 102 mm, дължина на опашката 50 – 100 mm, кондилобазална дължина на черепа 17 – 23 mm. Муцуната им е скъсена, но заострена, ушите са закръглени и относително големи, опашката, която е обикновено е малко по-къса от тялото, е покрита с редки тънки къси косми. Черепът е със скъсена лицева част и уголемена мозъчна капсула. Окраската е в един тон, като варира от светлосива и светложълта до тъмнокафява, като коремът е по-светъл. Имат 5 двойки сукални зърна – две ингвинални и три пекторални.
Лабораторните и декоративните раси могат да бъдат бели, пъстри или с други цветове, козината е къса.

## Начин на живот и хранене
Домашната мишка обикновено върви, тича или стои на четири крака, но когато се храни или оглежда, се изправя на задните крайници и се подпира на опашката си. Когато тича, държи опашката си хоризонтално и я използва за баланс. Добре се катери, скача и плува.
Активни са в полумрак и нощем, избягват светлина. Териториални животни, обикновено един доминиращ мъжки живее заедно на своята територия с няколко женски и по-млади екземпляри. Заселва се в близост до хранителните си източници. Хранят се основно с растителна храна, но могат да бъдат и всеядни. Нуждаят се от малко вода.

## Размножаване
Бременността продължава около 19 – 21 дни и ражда 7 – 13 малки. Може да роди 5 – 10 пъти годишно. Новородените са голи и слепи. При женските полова зрелост настъпва след около 6 седмици, при мъжките след около 8, но и мъжките и женските могат да започнат да се размножават след 35 ден.

## Допълнителни сведения
Продължителността на живота им е около 1 – 2 години. Проекта Methuselah mouse contest е състезание по създаване на възможно най-дълго живееща лабораторна мишка. През 2004 г. е отбелязан рекорд на генетично изменен екземпляр с продължителност на живота 1819 дни, което прави близо 5 г.
Обикновено живее в близост до човека. Произхожда от Азия (вероятно Северна Индия) и е разпространена с помощта на човека по цял свят. Домашната мишка пренася голямо количество заразни болести. Също така е основна причина за увреждането на запасите от зърно. Смята се, че е основната причина за одомашаването на котката. Като цяло е по-малко вредна от плъховете.

## Подвидове
- Mus musculus bactrianus (югозападноазиатска домашна мишка)
- Mus musculus castaneus (югоизточноазиатска домашна мишка)
- Mus musculus domesticus или Mus domesticus (западноевропейска домашна мишка)
- Mus musculus gentilulus
- Mus musculus homourus
- Mus musculus molossinus
- Mus musculus musculus (източноевропейска домашна мишка)
- Mus musculus praetextus
- Mus musculus wagneri